# Option de surallocation
L'option de surallocation  (en anglais : Greenshoe du nom de la société Green Shoe Manufacturing première à l'utiliser) désigne une technique boursière qui permet de contrôler les variations d'une action lors de son introduction en bourse. L'entreprise qui s'introduit en bourse accorde une option de surallocation à la banque chef de file, portant sur davantage d'actions que prévu. Ainsi, en cas de forte demande de la part des investisseurs, la banque pourra en exerçant son option allouer plus de titres ou d'obligations aux investisseurs. À l'inverse, en n'exerçant pas son option, elle soutiendra le cours.